# Meteorium pseudoteres
Meteorium pseudoteres là một loài Rêu trong họ Meteoriaceae. Loài này được W.R. Buck mô tả khoa học đầu tiên năm 1998.